# Forschungs- und Innovationszentrum
El Forschungs- und Innovationszentrum, más conocido por su acrónimo FIZ es el edificio central del área que agultina las actividades de desarrollo, diseño e innovación, entre otros, de la firma bávara de automóviles BMW en la ciudad de Múnich, Alemania.

## Características
El área es muy cercana a la planta de producción de BMW en Múnich donde se encuentran también el Vierzylinder (edificio de los cuatro cilindros donde se encuentra la dirección de la empresa), el BMW Welt y el BMW Museum. En el FIZ trabajan aprox. 7.000 ingenieros, fabricantes de modelos, expertos de IT y científicos de todo tipo de campos. También representantes de compras y empleados de los proveedores investigan y desarrollan los vehículos y tecnologías del futuro.
El FIZ está compuesto por edificios modulares creados con el propósito de concentrar a cantidad de representantes del desarrollo, de la producción y de compras en un área reducida, disminuyendo así la distancia entre ellos.
También desde los inicios de los proyectos los departamentos de logística, control de gestión y recursos humanos participan de forma activa. También la cooperación con los proveedores es intensa.
En 1999 era evidente que el FIZ llegó a su frontera y que era necesario una expansión que permitiera acoger la cantidad de proyectos de vehículos que convivían en paralelo. Con esta motivación se creó el Projekthaus ("la casa de los proyectos") que integraría a representantes de todas las áreas relevantes en cada proyecto, asegurando a la vez la cercanía a los departamentos del FIZ.